# Barbados Defence Force
Pour les articles homonymes, voir BDF.
La Barbados Defence Force ou BDF (en français : Force de défense barbadienne) est le nom donné aux forces armées de Barbade. La BDF a été créée le 15 août 1979 et a la responsabilité de la défense du territoire et la sécurité interne de l'île. Ses quartiers généraux sont situés au fort St. Ann's à Saint Michael.

## Composantes
La Barbados Defence Force comporte trois composantes principales :
- les quartiers généraux de la BDF qui fournissent le soutien administratif et logistique à l'ensemble de la force
- le Barbados Regiment (le Régiment barbadien) qui est la principale composante terrestre et qui comprend des réguliers ainsi que des réservistes
- la Barbados Coast Guard (la Garde côtière barbadienne) qui est la composante maritime et a pour responsabilité la patrouille des eaux territoriales de la Barbade, l'interdiction du trafic de drogues ainsi que le sauvetage
- le Barbados Cadet Corps (le Corps de cadet de Barbade) qui est une organisation militaire pour la jeunesse incluant un élément terrestre et maritime

## Annexe